# Sadio Mané
Sadio Mané (Sédhiou, 10 april 1992) is een Senegalees voetballer die doorgaans als vleugelaanvaller speelt. Hij tekende in augustus 2023 een contract tot medio 2026 bij Al-Nassr, dat circa €30.000.000,- voor hem betaalde aan Bayern München. Mané debuteerde in 2012 in het Senegalees voetbalelftal.

## Clubcarrière

### FC Metz
Mané speelde in Senegal voor Génération Foot en sloot zich in juli 2011 aan bij FC Metz in Frankrijk.  Bij zijn aankomst in Frankrijk kampte Mané met een blessure rondom de schaam- en liesstreek. Hij houdt de kwetsuur geheim voor de club, uit angst dat de clubleiding van FC Metz hem zal terugsturen naar Senegal. Door de fysieke problemen duurde het tot januari 2012 voordat hij de selectie van het eerste elftal haalde. Hij debuteerde op 14 januari 2012 voor de club in de Ligue 2, tegen Bastia. De volgende wedstrijd, tegen LB Châteauroux, begon hij in de basiself. In totaal speelde hij 22 wedstrijden voor de Noord-Franse club, waarin hij tweemaal tot scoren kwam.

### Red Bull Salzburg
Mané tekende op 31 augustus 2012, de laatste dag van de zomerse transferperiode, een vierjarig contract bij Red Bull Salzburg. Dat betaalde vier miljoen euro voor hem. Mané maakte op 15 september 2012 zijn competitiedebuut voor de club, tegen SV Ried. In zijn eerste seizoen scoorde hij zestien keer in 26 competitiewedstrijden. In de voorbereiding op het seizoen 2013/14 ruilde hij zijn shirtnummer 40 in voor rugnummer 10. Dat jaar won hij zowel het Oostenrijks landskampioenschap als de nationale beker met Salzburg.

### Southampton
Mané tekende in september 2014 een vierjarig contract bij Southampton, dat circa €12.600.000,- voor hem betaalde aan Red Bull Salzburg.
Hij maakte op 18 oktober 2014 zijn eerste doelpunt in de Premier League, tegen Sunderland. Op zaterdag 16 mei 2015 scoorde hij in een competitieduel tegen Aston Villa (6-1) een zuivere hattrick: hij trof doel in de 13de, 14de en 16de minuut. Het was de snelste hattrick in de geschiedenis van de in 1992 opgerichte Premier League. Hij had 2 minuten en 56 seconden nodig om het vorige record (4 minuten en 33 seconden) van toenmalig Liverpool-speler Robbie Fowler uit 1994 te verbeteren . Mané eindigde in het seizoen seizoen 2014/15 met zijn ploeggenoten op de zevende plaats in de eindrangschikking, een nieuw record voor Southampton in de Premier League. Gedurende het seizoen 2015/16 behaalde hij met de club de zesde plaats, opnieuw een verbetering van het clubrecord.

### Liverpool
Mané tekende in juni 2016 een contract tot medio 2021 bij Liverpool, de nummer acht van de Premier League in het voorgaande seizoen. Dat betaalde circa €41.000.000,- voor hem aan Southampton. Mané ging vanaf 2017 bij Liverpool een aanvaltrio vormen met Roberto Firmino en Mohamed Salah. Hij maakte in het seizoen 2018/19 22 competitiedoelpunten, waarmee hij gedeeld topscorer van de Premier League werd (samen met Pierre-Emerick Aubameyang en zijn ploeggenoot Salah). Met Liverpool won Mané in 2019 de UEFA Champions League, de UEFA Super Cup en de FIFA Club World Cup, in 2020 de Premier League en in 2021 de EFL Cup en de FA Cup. Hij verloor tweemaal de UEFA Champions League-finale, in 2018 en 2022. Mané eindigde in 2020/21 en 2021/22 voor de vijfde en zesde keer achter elkaar met Liverpool in de top 4 van de Premier League. Zijn ploeggenoten en hij haalden in seizoen 2021/22 bovendien voor de derde keer sinds zijn komst meer dan negentig punten, maar dat was er (net als in 2018/19) één minder dan Manchester City. Mané kwam in totaal tot 269 wedstrijden voor Liverpool, waarin hij 120 keer scoorde en 48 assists gaf.

### Bayern München
Na zes jaar bij Liverpool liep het contract van Mané nog één jaar door. Hij diende dat niet uit, maar tekende eind juni 2022 voor drie jaar bij Bayern München, de kampioen van Duitsland in de voorgaande tien seizoenen. Dat zocht een opvolger voor de net vertrokken spits Robert Lewandowski. Bayern betaalde 32 miljoen euro voor Mané aan Liverpool. Dat bedrag kon door bonussen nog oplopen tot 41 miljoen euro. De samenwerking tussen Bayern München en Mané pakte niet goed uit. De Senegalees maakte in zijn eerste seizoen 7 doelpunten in 25 speelronden. Hij was ook drie maanden afwezig vanwege een blessure. De clubleiding van Bayern vertelde hem na zijn eerste seizoen dat hij mocht vertrekken.

### Al-Nassr
Mané maakte in augustus 2023 de overstap van Bayern München naar Al-Nassr. De Saoedische club betaalde 30 miljoen euro voor hem. Mané was een van tal van voetballers die tijdens de transferperiode in de zomer van 2023 van een Europese competitie naar Saoedi-Arabië vertrokken. Zo kwam Mané zelf terecht bij een club die diezelfde zomer ook Seko Fofana, Alex Telles en Marcelo Brozović haalde.

## Clubstatistieken
| Seizoen     | Club              | Competitie           | Competitie | Competitie | Competitie | Beker | Beker | Beker | Internationaal | Internationaal | Internationaal | Totaal | Totaal | Totaal |
| Seizoen     | Club              | Competitie           | Wed.       | Dlp.       | Ass.       | Wed.  | Dlp.  | Ass.  | Wed.           | Dlp.           | Ass.           | Wed.   | Dlp.   | Ass.   |
| ----------- | ----------------- | -------------------- | ---------- | ---------- | ---------- | ----- | ----- | ----- | -------------- | -------------- | -------------- | ------ | ------ | ------ |
| 2011/12     | FC Metz           | Ligue 2              | 19         | 1          | 1          | 0     | 0     | 0     | —              | —              | —              | 19     | 1      | 1      |
| 2012/13     | FC Metz           | Championnat National | 3          | 1          | 0          | 1     | 0     | 0     | —              | —              | —              | 4      | 1      | 0      |
| Club Totaal | Club Totaal       | Club Totaal          | 22         | 2          | 1          | 1     | 0     | 0     | 0              | 0              | 0              | 23     | 2      | 1      |
| 2012/13     | Red Bull Salzburg | Bundesliga           | 26         | 16         | 10         | 3     | 3     | 1     | —              | —              | —              | 29     | 19     | 11     |
| 2013/14     | Red Bull Salzburg | Bundesliga           | 33         | 13         | 13         | 4     | 5     | 2     | 13             | 5              | 4              | 50     | 23     | 19     |
| 2014/15     | Red Bull Salzburg | Bundesliga           | 4          | 2          | 4          | 1     | 1     | 0     | 3              | 0              | 0              | 8      | 3      | 4      |
| Club Totaal | Club Totaal       | Club Totaal          | 63         | 31         | 27         | 8     | 9     | 3     | 16             | 5              | 4              | 87     | 45     | 34     |
| 2014/15     | Southampton       | Premier League       | 30         | 10         | 4          | 2     | 0     | 1     | —              | —              | —              | 32     | 10     | 5      |
| 2015/16     | Southampton       | Premier League       | 37         | 11         | 7          | 3     | 3     | 0     | 3              | 1              | 2              | 43     | 15     | 9      |
| Club Totaal | Club Totaal       | Club Totaal          | 67         | 21         | 11         | 5     | 3     | 1     | 3              | 1              | 2              | 75     | 25     | 14     |
| 2016/17     | Liverpool         | Premier League       | 27         | 13         | 5          | 2     | 0     | 2     | —              | —              | —              | 29     | 13     | 7      |
| 2017/18     | Liverpool         | Premier League       | 29         | 10         | 7          | 2     | 0     | 0     | 13             | 10             | 2              | 44     | 20     | 9      |
| 2018/19     | Liverpool         | Premier League       | 36         | 22         | 1          | 1     | 0     | 0     | 13             | 4              | 2              | 50     | 26     | 3      |
| 2019/20     | Liverpool         | Premier League       | 35         | 18         | 7          | 1     | 0     | 0     | 11             | 4              | 3              | 47     | 22     | 10     |
| 2020/21     | Liverpool         | Premier League       | 35         | 11         | 7          | 3     | 2     | 0     | 10             | 3              | 1              | 48     | 16     | 8      |
| 2021/22     | Liverpool         | Premier League       | 34         | 16         | 3          | 4     | 2     | 0     | 13             | 5              | 1              | 51     | 23     | 4      |
| Club Totaal | Club Totaal       | Club Totaal          | 196        | 90         | 30         | 13    | 4     | 2     | 60             | 26             | 9              | 269    | 120    | 41     |
| 2022/23     | Bayern München    | Bundesliga           | 25         | 7          | 5          | 4     | 2     | 0     | 9              | 3              | 1              | 38     | 12     | 6      |
| Club Totaal | Club Totaal       | Club Totaal          | 25         | 7          | 5          | 4     | 2     | 0     | 9              | 3              | 1              | 38     | 12     | 6      |
| 2023/24     | Al-Nassr          | Saudi Pro League     | 32         | 13         | 8          | 6     | 5     | 1     | 8              | 1              | 2              | 46     | 19     | 11     |
| 2024/25     | Al-Nassr          | Saudi Pro League     | 20         | 5          | 8          | 4     | 1     | 0     | 7              | 1              | 1              | 31     | 7      | 9      |
| Club Totaal | Club Totaal       | Club Totaal          | 52         | 18         | 16         | 10    | 6     | 1     | 15             | 2              | 3              | 77     | 26     | 20     |
| TOTAAL      | TOTAAL            | TOTAAL               | 425        | 169        | 90         | 41    | 24    | 7     | 103            | 37             | 16             | 569    | 230    | 113    |

Bijgewerkt op 6 augustus 2022

## Interlandcarrière
Sadio Mané maakte zijn debuut voor het Senegalees voetbalelftal op 25 mei 2012 tegen Marokko. In deze vriendschappelijke wedstrijd die met 1–0 werd gewonnen begon Mané in de basis en werd hij na 80 minuten vervangen door Cheikhou Kouyaté. In zijn volgende interland op 2 juni 2012, een kwalificatiewedstrijd voor het WK 2014 in Brazilië, tegen Liberia scoorde hij zijn eerste interlanddoelpunt. Mané zette in de slotfase de 3–1 eindstand op het scorebord.
Hij speelde met Senegal mee tijdens de kwalificatie voor het Afrikaans kampioenschap 2013, maar wist zich met Senegal hiervoor niet te kwalificeren. Over twee wedstrijden was Ivoorkust met 6–2 te sterk. Ditzelfde Ivoorkust was eveneens te sterk tijdens de derde ronde van de kwalificatie voor het wereldkampioenschap 2014 waardoor Mané zich met Senegal voor dit toernooi eveneens niet wist te kwalificeren.
Voor het Afrikaans kampioenschap 2015 wist Mané zich met Senegal wel te kwalificeren door in een groep met Tunesië, Egypte en Botswana als tweede te eindigen. Mané speelde iedere wedstrijd tijdens deze kwalificatie mee en wist hierin totaal tweemaal te scoren. Ondanks een blessure werd Mané door bondscoach Alain Giresse toch opgeroepen in de definitieve selectie voor de Afrika Cup. Hij moest de eerste wedstrijd tegen Ghana die met 2–1 werd gewonnen aan zich voorbij laten gaan. In de tweede wedstrijd tegen Zuid-Afrika kwam hij de volledige wedstrijd in actie. Ook de laatste wedstrijd tegen Algerije die met 2–0 werd verloren kwam hij in actie, maar werd hij na ruim een uur spelen vervangen door Dame N'Doye. Door deze nederlaag eindigde Senegal als derde in de groep waardoor het uitgeschakeld was.
Mané vertegenwoordigde zijn vaderland bij het wereldkampioenschap 2018 in Rusland, waar Senegal was ingedeeld in groep H, samen met Polen, Colombia en Japan. Na een 2–1 zege op Polen, dankzij de winnende treffer van M'Baye Niang, speelde de West-Afrikaanse ploeg met 2–2 gelijk tegen Japan, waarna in de slotwedstrijd op 28 juni met 1–0 verloren werd van groepswinnaar Colombia. De selectie van bondscoach Aliou Cissé eindigde in punten en doelpunten exact gelijk met nummer twee Japan, maar moest desondanks toch naar huis: Senegal werd het eerste land dat op basis van de Fair Play-regels werd uitgeschakeld, omdat de ploeg iets meer gele kaarten kreeg dan Japan. Mede daardoor beleefde het Afrikaanse continent de slechtste WK sinds 1982. Mané speelde mee in alle drie de WK-duels.
Sané won met Senegal op 6 februari 2022 voor het eerst het Afrikaans kampioenschap door winst op Egypte. Tijdens de finale miste Mané een strafschop in de zevende minuut, maar hij scoorde het winnende doelpunt tijdens de strafschoppenreeks. Hij werd ook uitgeroepen tot beste speler van het toernooi.
| Interlands van Sadio Mané voor Senegal | Interlands van Sadio Mané voor Senegal | Interlands van Sadio Mané voor Senegal | Interlands van Sadio Mané voor Senegal | Interlands van Sadio Mané voor Senegal | Interlands van Sadio Mané voor Senegal |
| №                                      | Datum                                  | Wedstrijd                              | Uitslag                                | Soort Wedstrijd                        | Doelpunten                             |
| Als speler bij FC Metz                 | Als speler bij FC Metz                 | Als speler bij FC Metz                 | Als speler bij FC Metz                 | Als speler bij FC Metz                 | Als speler bij FC Metz                 |
| -------------------------------------- | -------------------------------------- | -------------------------------------- | -------------------------------------- | -------------------------------------- | -------------------------------------- |
| 1.                                     | 25 mei 2012                            | Marokko – Senegal                      | 0 – 1                                  | Vriendschappelijk                      | 0                                      |
| 2.                                     | 2 juni 2012                            | Senegal – Liberia                      | 3 – 1                                  | WK-kwalificatie '14                    | 1                                      |
| 3.                                     | 9 juni 2012                            | Oeganda – Senegal                      | 1 – 1                                  | WK-kwalificatie '14                    | 0                                      |
| Als speler bij Red Bull Salzburg       |                                        |                                        |                                        |                                        |                                        |
| 4.                                     | 8 september 2012                       | Ivoorkust – Senegal                    | 4 – 2                                  | Afrika Cup-kwalificatie '13            | 0                                      |
| 5.                                     | 13 oktober 2012                        | Senegal – Ivoorkust                    | 0 – 2                                  | Afrika Cup-kwalificatie '13            | 0                                      |
| 6.                                     | 14 november 2012                       | Niger – Senegal                        | 1 – 1                                  | Vriendschappelijk                      | 1                                      |
| 7.                                     | 5 februari 2013                        | Senegal – Guinee                       | 1 – 1                                  | Vriendschappelijk                      | 0                                      |
| 8.                                     | 23 maart 2013                          | Senegal – Angola                       | 1 – 1                                  | WK-kwalificatie '14                    | 0                                      |
| 9.                                     | 7 juni 2013                            | Angola – Senegal                       | 1 – 1                                  | WK-kwalificatie '14                    | 0                                      |
| 10.                                    | 16 juni 2013                           | Liberia – Senegal                      | 0 – 2                                  | WK-kwalificatie '14                    | 0                                      |
| 11.                                    | 14 augustus 2013                       | Zambia – Senegal                       | 1 – 1                                  | Vriendschappelijk                      | 0                                      |
| 12.                                    | 7 september 2013                       | Senegal – Oeganda                      | 1 – 0                                  | WK-kwalificatie '14                    | 1                                      |
| 13.                                    | 12 oktober 2013                        | Ivoorkust – Senegal                    | 3 – 1                                  | WK-kwalificatie '14                    | 0                                      |
| 14.                                    | 16 november 2013                       | Senegal – Ivoorkust                    | 1 – 1                                  | WK-kwalificatie '14                    | 0                                      |
| 15.                                    | 5 maart 2014                           | Senegal – Mali                         | 1 – 1                                  | Vriendschappelijk                      | 1                                      |
| 16.                                    | 21 mei 2014                            | Burkina Faso – Senegal                 | 1 – 1                                  | Vriendschappelijk                      | 0                                      |
| 17.                                    | 25 mei 2014                            | Kosovo – Senegal                       | 1 – 3                                  | Vriendschappelijk                      | 0                                      |
| Als speler bij Southampton             |                                        |                                        |                                        |                                        |                                        |
| 18.                                    | 5 september 2014                       | Senegal – Egypte                       | 2 – 0                                  | Afrika Cup-kwalificatie '15            | 1                                      |
| 19.                                    | 10 september 2014                      | Botswana – Senegal                     | 0 – 2                                  | Afrika Cup-kwalificatie '15            | 1                                      |
| 20.                                    | 10 oktober 2014                        | Senegal – Tunesië                      | 0 – 0                                  | Afrika Cup-kwalificatie '15            | 0                                      |
| 21.                                    | 15 oktober 2014                        | Tunesië – Senegal                      | 1 – 0                                  | Afrika Cup-kwalificatie '15            | 0                                      |
| 22.                                    | 15 november 2014                       | Egypte – Senegal                       | 0 – 1                                  | Afrika Cup-kwalificatie '15            | 0                                      |
| 23.                                    | 19 november 2014                       | Senegal – Botswana                     | 3 – 0                                  | Afrika Cup-kwalificatie '15            | 0                                      |
| 24.                                    | 23 januari 2015                        | Senegal – Zuid-Afrika                  | 1 – 1                                  | Afrika Cup '15 groepsfase              | 0                                      |
| 25.                                    | 27 januari 2015                        | Senegal – Algerije                     | 0 – 2                                  | Afrika Cup '15 groepsfase              | 0                                      |
| 26.                                    | 28 maart 2015                          | Ghana – Senegal                        | 1 – 2                                  | Vriendschappelijk                      | 0                                      |
| 27.                                    | 13 juni 2015                           | Senegal – Burundi                      | 3 – 1                                  | Afrika Cup-kwalificatie '17            | 1                                      |
| 28.                                    | 5 september 2015                       | Namibië – Senegal                      | 0 – 2                                  | Afrika Cup-kwalificatie '17            | 1                                      |
| 29.                                    | 8 september 2015                       | Zuid-Afrika – Senegal                  | 1 – 0                                  | Vriendschappelijk                      | 0                                      |
| 30.                                    | 13 oktober 2015                        | Algerije – Senegal                     | 1 – 0                                  | Vriendschappelijk                      | 0                                      |
| 31.                                    | 13 november 2015                       | Madagaskar – Senegal                   | 2 – 2                                  | Kwalificatie WK 2018                   | 1                                      |

Bijgewerkt op 13 november 2015.

## Erelijst
| Competitie              |                   |                   |                   |                   |
| Competitie              | Aantal            | Jaren             |                   |                   |
| Red Bull Salzburg       | Red Bull Salzburg | Red Bull Salzburg | Red Bull Salzburg | Red Bull Salzburg |
| ----------------------- | ----------------- | ----------------- | ----------------- | ----------------- |
| Bundesliga              | 1x                | 2013/14           |                   |                   |
| ÖFB-Cup                 | 1x                | 2013/14           |                   |                   |
| Liverpool               |                   |                   |                   |                   |
| FIFA Club World Cup     | 1x                | 2019              |                   |                   |
| UEFA Champions League   | 1x                | 2018/19           |                   |                   |
| UEFA Super Cup          | 1x                | 2019              |                   |                   |
| Premier League          | 1x                | 2019/20           |                   |                   |
| EFL Cup                 | 1x                | 2021/22           |                   |                   |
| FA Cup                  | 1x                | 2021/22           |                   |                   |
| Bayern München          |                   |                   |                   |                   |
| Bundesliga              | 1x                | 2022/23           |                   |                   |
| DFL-Supercup            | 1x                | 2022              |                   |                   |
| Al-Nassr                |                   |                   |                   |                   |
| Arab Club Champions Cup | 1x                | 2023              |                   |                   |

| Competitie                | Winnaar | Winnaar | Runner-up | Runner-up | Derde   | Derde   |
| Competitie                | Aantal  | Jaren   | Aantal    | Jaren     | Aantal  | Jaren   |
| Senegal                   | Senegal | Senegal | Senegal   | Senegal   | Senegal | Senegal |
| ------------------------- | ------- | ------- | --------- | --------- | ------- | ------- |
| CAF Africa Cup of Nations | 1x      | 2021    |           |           |         |         |